# William Poths
William Poths (fl. XX secolo) è stato un calciatore inglese, di ruolo centrocampista.
A volte indicato anche come "Potts".

## Biografia
William Poths era un impiegato nella sede napoletana della Cunard Line e importò nel capoluogo partenopeo il football, fondando il Naples Foot-Ball & Cricket Club che in seguito, nel 1906, prese il nome di Naples Foot-Ball Club con Amedeo Salsi presidente. 
Poths era un calciatore dilettante, che si era trasferito a Napoli nel 1903 e aveva portato con sé molte delle sue abitudini inglesi, compreso il gioco del calcio. 
La tradizione vuole che l'atto costitutivo del club avvenne nel corso di una riunione tenutasi in via San Severino 43, presso la pizzeria di Guglielmo Matacena, a cui parteciparono, oltre a Poths, Hector Bayon e i napoletani Conforti, Salsi e Catterina.
Come calciatore, partecipò all'attività sportiva del primo decennio del Naples e fu capitano della prima squadra. L'unica partecipazione pervenuta ai campionati della FIGC risulta quella della Seconda Categoria del 1909-1910, nella sola partita disputata, in casa contro il FBC Bari, in cui mise a segno una doppietta; la sua squadra si laureò campionessa meridionale.